# 平乐镇 (邛崃市)
平乐镇，是中国四川省成都市邛崃市所辖的一个镇，是中国历史文化名镇之一，离邛崃市区约18公里，面积70平方公里，人口30708人（2000年）。平乐镇人民政府驻新兴街139号。
平乐镇古名平落，早在西汉时期便已成为集镇，1940年设立平落乡，1983年撤乡建镇，1993年改名平乐镇。
2019年12月，将临济镇青华社区、郑航村、包塘村所属行政区域划归平乐镇管辖。

## 行政区划
现辖：
禹王社区、洗马社区、鹤林社区、金华社区、花楸社区、金河社区、安乐村、东山村、同乐村、关帝村、东乐村、马流村、大石村、范店村和骑龙村。

## 中国传统村落
2012年，花楸村被评为首批“中国传统村落”。